# Rajaraja Narendra
Rajaraja Narendra (1022-1061) a régné sur les Chalukya orientaux du royaume Vengi (Inde méridionale) à partir de 1044. Il était un des petits-fils du conquérant tchola Rajaraja Ier et a fondé la ville de Rajahmahendravaram. Son règne a été marqué par un retour à la paix sociale et par de belles réalisations artistiques, malgré des conflits incessants avec les Chalukya occidentaux.
Il a épousé Amangaï Devi, fille de Rajendra Tchola Ier, consolidant pour trois siècles les liens de suzeraineté entre les princes tcholas et les Chalukyas. Son fils, Rajendra Chalukya, couronné sous le nom de Kulottunga Ier, dévasta le Kedah (en Malaisie) pour le compte de son oncle. Il prendra la couronne de l'empire de l'est à la faveur de l'extinction dynastique des Tcholas.
Les Chalukya étaient acquis au jaïnisme et au shivaïsme. Rajaraja Narendra accorda un statut éminent aux prêtres, maintint la connaissance du Sanskrit tout en préservant les traditions tamoules et télougou. Il était conseillé par l'érudit Nannayya Bhattaraka, qu'il chargea de traduire le Mahabharata  en télougou ; mais Nannayya ne put mener ce travail à terme, et laissa la traduction de seulement deux parvas de l'épopée.

## Note
1. ↑  (en) G. V. Subrahmanyam et Ayyappa Paniker (dir.), Medieval Indian Literature: Surveys and selections, Sahitya Akademi, 1997 (ISBN 978-81-260-0365-5), p. 537
2. ↑  G. V. Sitapati, History Of Telugu Literature, New Delhi, Sahitya Akademi, 1968 (lire en ligne)